# Keira Walsh
Keira Walsh   (Rochdale, 8 d'abril de 1997) és una futbolista anglesa que juga com a migcampista al Chelsea FC. Walsh es va convertir en titular al Manchester City de la FA WSL durant la campanya 2014, exercint un paper clau en l'equip que va aconseguir la primera FA Women's Super League del club el 2016. Va jugar dues temporades i mitja al Futbol Club Barcelona

## Trajectòria

### Blackburn Rovers
Buscant una manera de continuar jugant a futbol quan ja no podia jugar amb nois, Walsh va assistir a un centre d'habilitats de la Football Association (FA) amb seu a Kingsway Park High School a l'edat d'onze anys, on va ser entrenada per Fara Williams. Després va anar a fer proves al Centre d'Excel·lència per a noies de Blackburn Rovers, a proposta del seu entrenador de la infància i encoratjada per les bones actuacions al Centre d'Habilitats, i s'hi va incorporar l'any 2008. Va jugar al Blackburn Rovers en els seus equips de grups d'edat des de sub-12 fins a sub-17.
Tot i que va començar a jugar com a lateral esquerra dretana, i després com a defensa central, es va moure a mig centre al Blackburn quan una nova entrenadora va entrar per l'equip sub-14 i li va proposar provar el lloc.
El febrer de 2014, quan tenia setze anys, el Blackburn Rovers li va fer fitxa pel primer equip fins a final de temporada, debutant com a suplent al mig temps quatre dies després. El club havia patit un mal començament de lliga aquella temporada, i la incorporació de Walsh va ser clau per mantenir la categoria.

### Manchester City

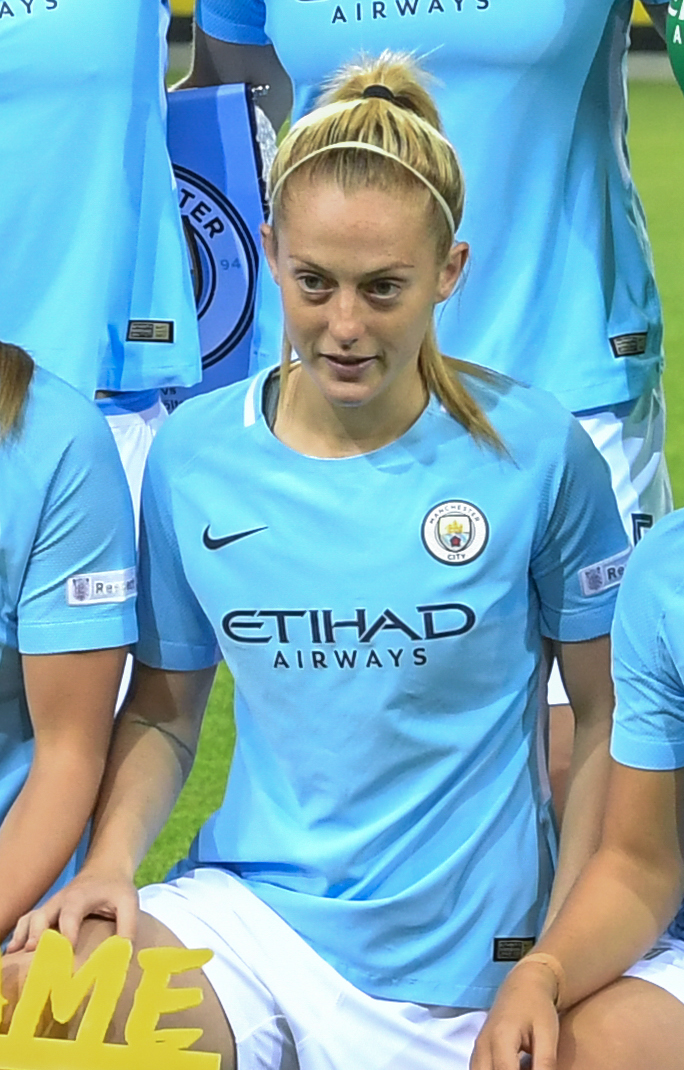
Formant amb la samarreta del City (2017).

Walsh va començar a buscar unir-se a un equip de la FA Women's Super League (WSL) poc després de complir disset anys quan encara jugava amb el Blackburn Rovers sub-17. Li van oferir una plaça a l'Everton i tenia previst unir-se, malgrat que el Manchester City, al club al qual dóna suport, estava fent proves. La mare de Walsh la va animar a assistir a les proves de l'equip el juliol de 2014; abans que s'acabés la sessió, l'entrenador del primer equip Nick Cushing, que havia anat com a observador, va demanar que la fitxessin a l'equip com a migcampista organitzadora de joc. Cushing diria més tard que Walsh té "el millor cervell futbolístic" de qualsevol jugador que hagi entrenat, i afegeix que «alguns jugadors estan gairebé tocats per Déu»; en resposta, Walsh va dir que l'estil d'entrenador de Cushing beneficia als jugadors tècnics i tàctics.
El juliol de 2014, Walsh va fer el seu debut professional amb el City com a suplent en la victòria per 1-0 sobre el Notts County. Va tenir un paper important en l'equip guanyador de la Copa de la Lliga de 2014 i es va convertir en una titular habitual de l'equip cap al final de la temporada. Al juny de 2015, va signar el seu primer contracte professional amb el club. El 9 de novembre de 2016, Walsh va marcar el seu primer gol en la victòria per 1-0 contra el Brøndby IF en l'eliminatòria dels vuitens de final de la Lliga de Campions. El sendemà passat, va estendre el seu contracte amb el City.
El 2017 el City va guanyar els tres títols anglesos (Superlliga 2016, Copa 2016 i Copa de la Lliga 2016-17).
Després de jugar dos rondes classificatòries de la Lliga de Campions per al City l'agost de 2022, com a part de la pretemporada 2022–23, Walsh va deixar el club al setembre després de vuit anys; vuit grans trofeus; i 211 partits, el nombre rècord conjunt de partits del club (amb Houghton) en aquell moment. En una publicació a Instagram, Walsh va escriure: "Even though I will no longer play in the shirt, City is in my blood and always will be." (Tot i que ja no jugaré amb la samarreta, porto el City a la sang i sempre l'hi portaré) Més tard va dir que no havia tingut cap intenció de marxar de City l'estiu del 2022, i, per tant, va ser una decisió difícil, però que sentia que era el moment adequat per sortir de la seva zona de confort.

### FC Barcelona
El 7 de setembre de 2022 es va anunciar el seu traspàs al Futbol Club Barcelona, per una quantitat aproximada de 400.000 euros, una part dels quals aportats per ella mateixa. Walsh volia unir-se a aquest equip i el Barcelona sentia la necessitat de portar reforços després de la lesió de la migcampista estrella Alèxia Putellas i va fer diverses ofertes. El traspàs va ser considerablement superior a l'anterior rècord de traspàs femení, establert quan Pernille Harder es va transferir per 250.000 £ el 2020, i l'anterior fitxatge rècord del Barcelona d'una jugadora, establert quan va fitxar Mapi León per 50.000 € el 2017. A la lliga espanyola el traspàs més elevat era el de Sofie Svava pel Reial Madrid de 80.000 el gener de 2022. Walsh ha dit que, tot i que "l'etiqueta de preu [és] una sensació agradable", prefereix no ser el centre d'atenció. El seu fitxatge va mantenir-se com el més car del futbol femení fins al gener de 2024, quan Mayra Ramírez va ser traspasada del Llevant al Chelsea per 450.000 euros fixes més un màxim de 50.000 en variables. Walsh va signar amb el Barcelona per tres anys, unint-se a la seva companya d'equip d'Anglaterra Lucy Bronze, que també es va traslladar del City al Barcelona l'estiu de 2022.

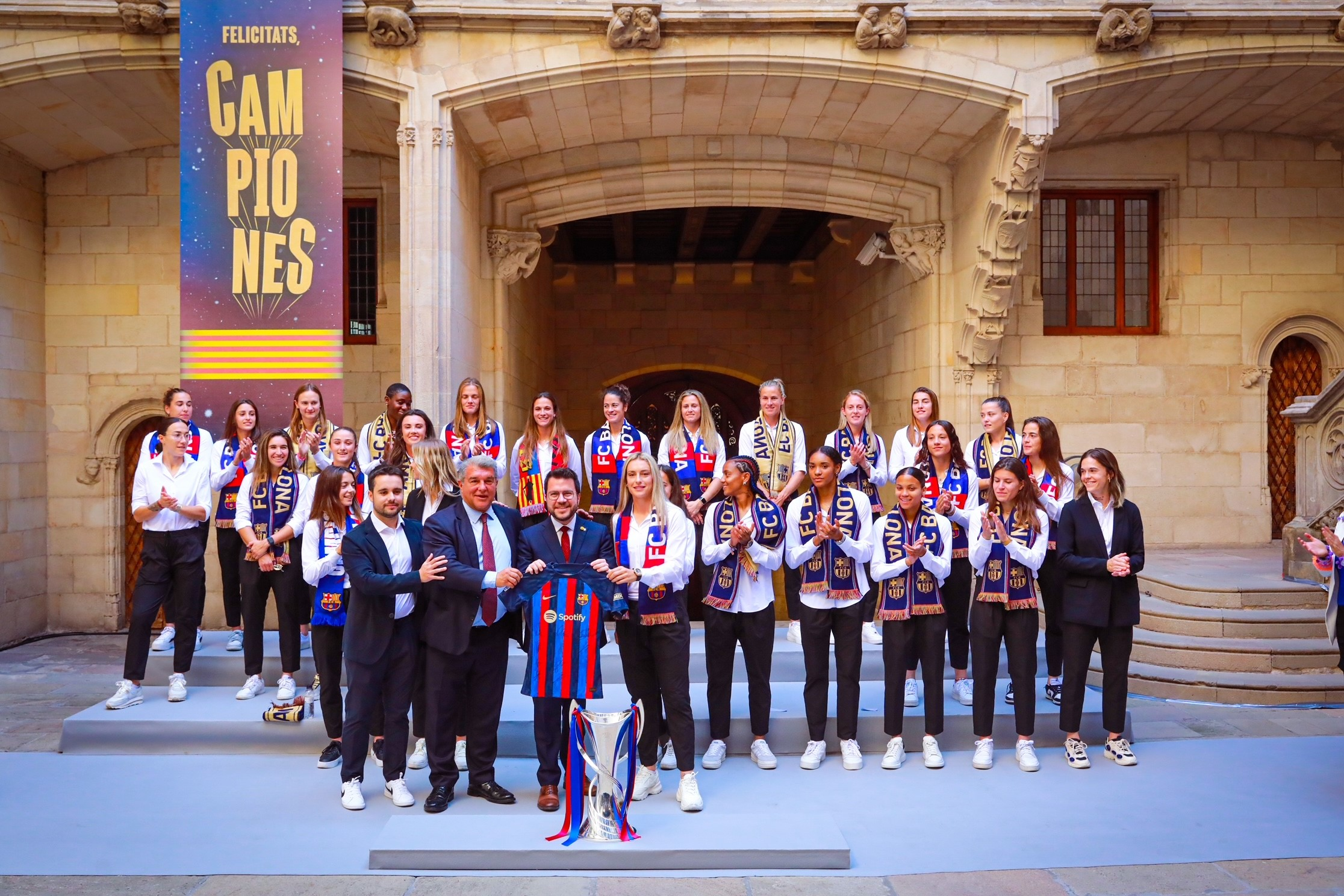
L'equip guanyador de la Lliga de Campions rebut pel president de Catalunya el juny de 2023.

A finals de 2022, Walsh va figurar a la part superior de diversos rànquings de futbol femení, inclosa la tercera posició al rànquing IFFHS de la millor creadora de joc del món femení; entrant al Top 10 de les 100 millors jugadores del món de The Guardian; i ser nomenada al FIFPRO World 11. Sent important per al Barcelona a la temporada 2022–23, Walsh va guanyar el seu primer títol amb elles amb la Supercopa d'Espanya 2022–23: va ajudar el seu equip a aconseguir la victòria jugant tant a la semifinal com, tot i haver sortit durant la pròrroga a la semifinal per lesió, la final tres dies després, el 22 de gener de 2023. En els partits posteriors, va descansar per la lesió; poc després del seu retorn va marcar el seu primer gol amb el Barcelona, el 5 de febrer contra el Real Betis, amb un xut des de fora de l'àrea. El 27 d'abril, Walsh es va classificar per primera vegada per a la final de la Lliga de Campions. amb el Barcelona derrotant el Chelsea en el global, tot i empatar al Camp Nou. Tres dies després, l'equip va guanyar la lliga a casa a falta de quatre partits per jugar i un rècord de victòries consecutives. Walsh va ser titular a la final de la Lliga de Campions, amb el Barcelona remuntant 3–2 per guanyar el títol i un nou triplet continental (amb la Supercopa però sense la Copa, eliminades als despatxos).

## Selecció

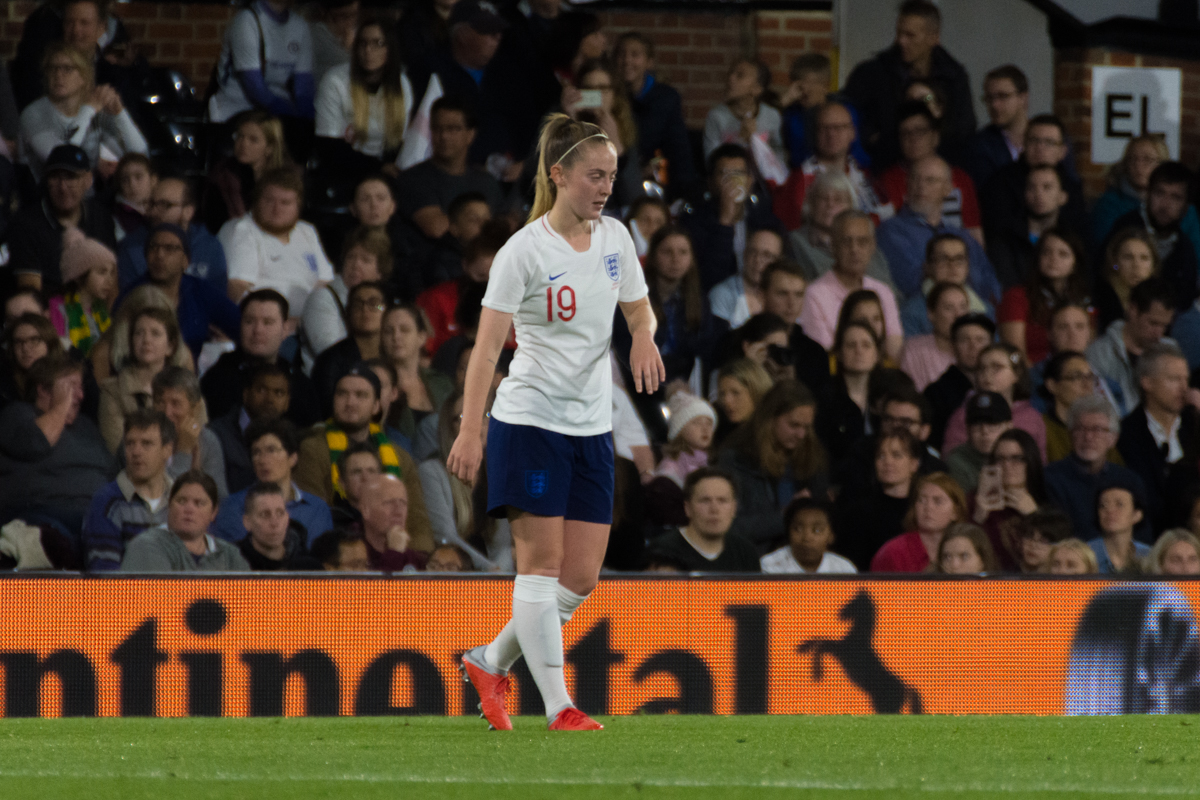
Walsh jugant amb la selecció d'Anglaterra en 2018.

El novembre de 2009, Walsh, de 12 anys, va rebre la primera convocatòria a l'esquadra anglesa sub-15. El novembre de 2013, va ser convocada per al Campionat Femení Sub-17 de la UEFA, on va ajudar a Anglaterra a passar als huitens de final i aconseguir el quart lloc.
El novembre de 2017, Walsh va ser convocada per a la selecció absoluta d'Anglaterra.
El 2019, Walsh va formar part de l'equip anglès que va guanyar la Copa SheBelieves als Estats Units. Més tard, Walsh va ser seleccionada com a part de l'equip per a disputar la Copa del Món de 2019.
A l'Eurocopa Femenina de Futbol 2022, va ser titular a tots els partits, tot i estar malalta fins al punt de necessitar un nebulitzador i perdre's part de l'entrenament abans del primer partit, jugant tots els minuts menys cinc. Va mostrar un «domini clàssic discret» i va ser clau durant tot el torneig, inclòs la remuntada de la victòria d'Anglaterra als quarts de final davant la Espanya. Abans de la final davant Alemanya es va informar que el resultat del partit podria dependre de si Walsh o la seva oponent Lena Oberdorf superaven l'altra. Anglaterra va guanyar 2–1, amb Walsh donant la lloada passada per al primer gol d'Anglaterra marcat per Ella Toone al minut seixanta-dos; The New York Times va cobrir el partit dient que «era el joc de Walsh». Va ser nomenada millor jugadora de la final i posteriorment va ser inclòs a l'equip ideal del Torneig.

## Estadístiques de carrera

### Club
Actualitzat a l'últim partit jugat el 3 de juny de 2023.
| Club             | Temporada     | Lliga         | Lliga   | Lliga | Copa    | Copa | Copa de la Lliga i Supercopa | Copa de la Lliga i Supercopa | Lliga de Campions | Lliga de Campions | Altres  | Altres | Total   | Total |
| Club             | Temporada     | Divisió       | Partits | Gols  | Partits | Gols | Partits                      | Gols                         | Partits           | Gols              | Partits | Gols   | Partits | Gols  |
| ---------------- | ------------- | ------------- | ------- | ----- | ------- | ---- | ---------------------------- | ---------------------------- | ----------------- | ----------------- | ------- | ------ | ------- | ----- |
| Blackburn Rovers | 2013–14       | WPL Northern  | 9       | 3     | 1       | 0    | 0                            | 0                            | —                 | —                 | 1       | 0      | 11      | 3     |
| Manchester City  | 2014          | WSL 1         | 7       | 0     | 0       | 0    | 1                            | 0                            | —                 | —                 | —       | —      | 8       | 0     |
| Manchester City  | 2015          | WSL 1         | 6       | 0     | 0       | 0    | 3                            | 0                            | —                 | —                 | —       | —      | 9       | 0     |
| Manchester City  | 2016          | WSL 1         | 8       | 0     | 0       | 0    | 4                            | 0                            | 4                 | 1                 | —       | —      | 16      | 1     |
| Manchester City  | 2017          | WSL 1         | 8       | 0     | 3       | 0    | —                            | —                            | 4                 | 0                 | —       | —      | 15      | 0     |
| Manchester City  | 2017–18       | WSL 1         | 18      | 0     | 1       | 0    | 6                            | 0                            | 8                 | 0                 | —       | —      | 33      | 0     |
| Manchester City  | 2018–19       | WSL           | 19      | 1     | 5       | 1    | 7                            | 0                            | 2                 | 0                 | —       | —      | 33      | 2     |
| Manchester City  | 2019–20       | WSL           | 14      | 2     | 5       | 0    | 5                            | 0                            | 4                 | 0                 | —       | —      | 28      | 2     |
| Manchester City  | 2020–21       | WSL           | 20      | 2     | 4       | 0    | 3                            | 0                            | 5                 | 0                 | 1       | 0      | 33      | 2     |
| Manchester City  | 2021–22       | WSL           | 18      | 1     | 10      | 0    | 6                            | 0                            | 0                 | 0                 | —       | —      | 34      | 1     |
| Manchester City  | 2022–23       | WSL           | 0       | 0     | 0       | 0    | 0                            | 0                            | 2                 | 0                 | —       | —      | 2       | 0     |
| Manchester City  | Total         | Total         | 118     | 6     | 28      | 1    | 35                           | 0                            | 29                | 1                 | 1       | 0      | 211     | 8     |
| Barcelona        | 2022–23       | Liga F        | 26      | 1     | 1       | 0    | 2                            | 0                            | 9                 | 0                 | —       | —      | 38      | 1     |
| Total carrera    | Total carrera | Total carrera | 153     | 10    | 30      | 1    | 37                           | 0                            | 38                | 1                 | 2       | 0      | 260     | 12    |

1. 1 2  les estadístiques de Soccerway acrediten a Walsh el sisè gol (90+2') que el Manchester City va marcar contra Tomiris-Turan el 18 d'agost de 2022;[86][88] la UEFA al seu informe del partit el descriu com a gol en pròpia porta de la portera Aytaj Sharifova.[89] The Guardian al seu resum del partit el va descriure com un gol de Walsh "desviat" per la portera.[23]
2. ↑  Inclou la Women's FA Cup i la Copa de la Reina
3. ↑  Inclou la Women's Premier League Cup, WSL Cup/Women's League Cup i la Supercopa d'Espanya
4. ↑  Lancashire Women's Challenge Cup
5. ↑  Women's FA Community Shield

### Internacional
Actualitzat a l'últim partit jugat el 28 de juliol de 2023
| Any   | Anglaterra | Anglaterra | Gran Bretanya | Gran Bretanya |
| Any   | Partits    | Gols       | Partits       | Gols          |
| ----- | ---------- | ---------- | ------------- | ------------- |
| 2017  | 1          | 0          | N/D           |               |
| 2018  | 8          | 0          | N/D           |               |
| 2019  | 17         | 0          | N/D           |               |
| 2020  | 3          | 0          | N/D           |               |
| 2021  | 5          | 0          | 3             | 0             |
| 2022  | 20         | 0          | N/D           |               |
| 2023  | 7          | 0          | N/D           |               |
| Total | 61         | 0          | 3             | 0             |